# Chomąto

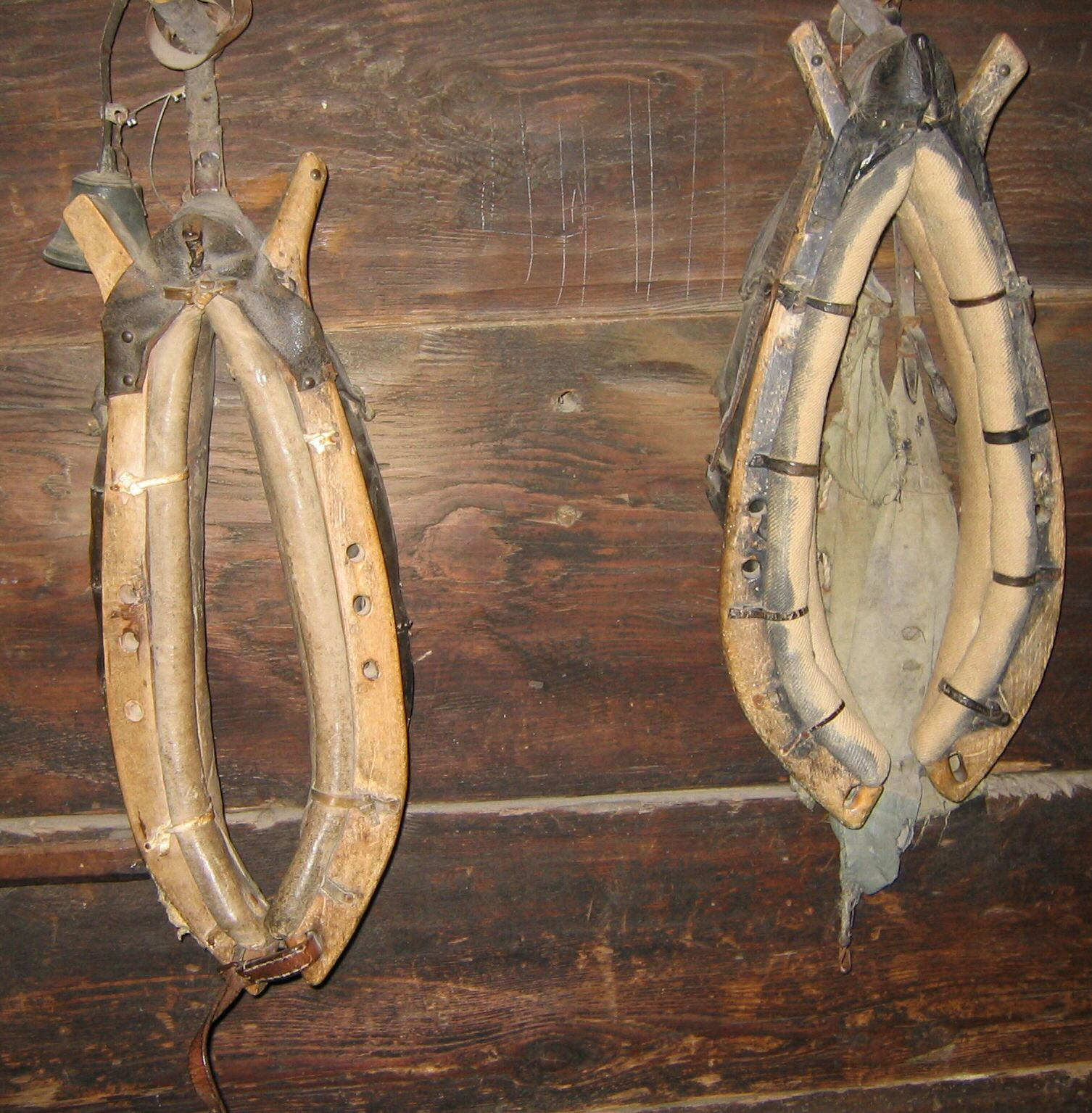
Chomąto końskie

Chomąto – rodzaj jarzma używanego do zaprzęgania zwierząt pociągowych do ciągnięcia wozu, pługa, itp.

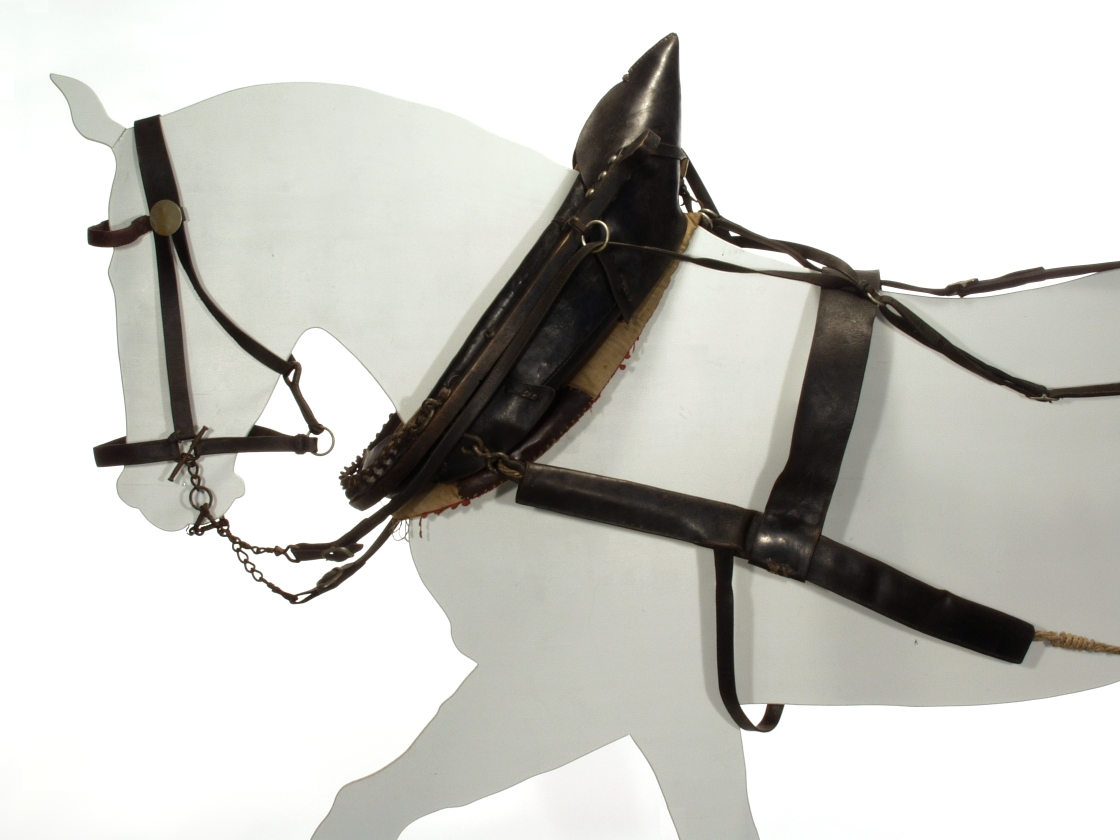
Koń w chomącie

Chomąto pozwala na równomierne rozłożenie obciążenia dookoła karku zwierzęcia, co pozwala na wykorzystanie większej siły pociągowej (zazwyczaj konia). Chomąto powinno być dopasowane do nasady końskiej szyi i wyściełane, aby zapobiec kaleczeniu skóry zwierzęcia. Pozwala ono wtedy w pełni wykorzystać siłę i szybkość zwierzęcia pociągowego, zwiększając jego wydajność nawet 5-krotnie w porównaniu z zaprzęgiem stosowanym w starożytności, który uciskał tchawicę zwierzęcia.
Zanim zaczęto stosować chomąto używano uprzęży szorowych, a jeszcze wcześniej stosowana była tzw. szleja, czyli najprostszy rodzaj uprzęży zakładanej koniowi na kark i pierś.
Chomąto wynaleziono w Chinach nie później niż w I wieku p.n.e. W Europie chomąto pojawiło się w X wieku.